# 9 Armia (ZSRR)
9 Armia (ros. 9-я армия) – związek operacyjny Armii Czerwonej.
Jej żołnierze wzięli udział m.in. w wojnie zimowej przeciw Finlandii 1939–1940.
Dowódcą radzieckiej 9 Armii był wówczas komkor Michaił P. Duchanow. W czasie niemieckiej agresji na ZSRR 9 Armia walczyła w składzie Frontu Południowego. W 1942 przy Armii działały 2 samodzielne kompanie karne.

## Dowódcy armii

### I formowanie
- komkor Michaił Duchanow (21 listopada — 22 grudnia 1939)
- komkor Wasilij Czujkow (22 grudnia 1939 — 5 kwietnia 1940)

### II formowanie
- gen. płk Jakow Czeriewiczenko (22 czerwca – 9 września 1941)[2]
- gen. mjr Fiodor Charitonow (9 września 1941 – 20 maja 1942)
- gen. mjr Piotr Kozłow (20 maja – 5 czerwca 1942)
- gen. lejtn. Anton Łopatin (lipiec 1942)
- gen. mjr Fieofan Parchomienko (lipiec – 7 sierpnia 1942)
- gen. mjr Władimir Marcinkiewicz (7 – 29 sierpnia 1942)
- gen. mjr Konstantin Korotiejew (4 wrzesień 1942 – 11 lutego 1943)
- gen. mjr Wasilij Głagolew (11 lutego – 22 marca 1943)
- gen. mjr Konstantin Korotiejew (22 marca – 12 maja 1943)
- gen. mjr Piotr Kozłow (13 maja – 19 czerwca 1943)
- gen. mjr/gen. lejtn. Aleksiej Grieczkin (20 czerwca – 6 listopada 1943)

## Skład armii
podczas wojny zimowej 1939–1940:
- 47 Korpus Strzelecki – dowódca: komdiw Iwan F. Daszyczew:
  - 122 Dywizja Strzelecka,
  - 163 Dywizja Strzelecka;
- Korpus Specjalny – dowódca: komdiw Maksim S. Szmyrow:
  - 54 Dywizja Strzelecka,
  - 44 Dywizja Strzelecka (w trakcie transportu),
  - 97 samodzielny batalion czołgów

22 czerwca 1941:
- 14 Korpus Strzelecki - gen. mjr Dmitrij Jegorow
  - 25 Dywizja Piechoty
  - 51 Dywizja Piechoty
- 35 Korpus Strzelecki - kombryg Iwan Daszyczew
  - 95 Dywizja Piechoty - gen. mjr Aleksandr Pastiewicz
  - 176 Dywizja Piechoty - płk Władimir Marcinkiewicz
- 48 Korpus Strzelecki - gen. mjr Rodion Malinowski
  - 30 Dywizja Górska - gen. mjr Gałaktionow
  - 74 Dywizja Piechoty - płk Fiodor Sziewierdin
  - 150 Dywizja Piechoty
- 2 Korpus Kawalerii - gen. mjr Paweł Biełow
  - 5 Dywizja Kawalerii - płk Wiktor Baranow
  - 9 Dywizja Kawalerii - gen mjr Aleksandr Byczkowskij
- 2 Korpus Zmechanizowany
- 18 Korpus Zmechanizowany